# Apollonios-Gleichung
Die Apollonios-Gleichung ist ein mathematischer Lehrsatz, welcher sowohl dem mathematischen Teilgebiet der Geometrie als auch dem der Funktionalanalysis zugehört. Sie wird dem antiken griechischen Mathematiker Apollonios von Perge zugerechnet und behandelt eine grundlegende metrische Beziehung zwischen Seiten und Seitenhalbierenden von Dreiecken. Die Gleichung ist eng verwandt mit der pythagoreischen Gleichung. In der Elementargeometrie spricht man im Zusammenhang mit dieser Gleichung auch vom Satz von der Seitenhalbierenden oder vom Satz von Apollonios. Hier ergibt sich aus der Apollonios-Gleichung in direkter Folgerung ein bekannter Satz von Leonhard Euler.

## Formulierung
Die Apollonios-Gleichung lässt sich formulieren wie folgt:
Für drei Punkte {\displaystyle x,y,z} eines Innenproduktraums {\displaystyle V}, welcher mit der aus dem inneren Produkt dieses Raums herrührenden Norm {\displaystyle {\|\cdot \|}} versehen ist, gilt stets:
(AG-1)     {\displaystyle {\tfrac {1}{2}}\|x-y\|^{2}+2\,\|z-{\tfrac {1}{2}}(x+y)\|^{2}=\|z-x\|^{2}+\|z-y\|^{2}}.

## Erläuterungen, Anmerkungen und Folgerungen
- Die Apollonios-Gleichung ist eine direkte Folgerung aus der Parallelogrammgleichung,[4] welche sich ihrerseits unmittelbar – nämlich für {\displaystyle z=0} – aus der Apollonios-Gleichung ergibt.
- Ist hierbei {\displaystyle V} die euklidische Ebene, versehen mit der euklidischen Norm, und liegt ein Dreieck {\displaystyle ABC} vor, für welches – wie üblich – die Seitenlängen mit {\displaystyle a,b,c} und die Länge der zum Punkte {\displaystyle C} gehörigen Seitenhalbierenden mit {\displaystyle s_{c}} benannt werden, so schreibt sich (AG-1) in der Form

(AG-2a)     {\displaystyle {\tfrac {1}{2}}c^{2}+2{s_{c}}^{2}=a^{2}+b^{2}}   ,
womit sich die bekannte (gleichwertige!) Formel
(AG-2b)     {\displaystyle s_{c}={\frac {\sqrt {2(a^{2}+b^{2})-c^{2}}}{2}}}
ergibt.
- Bildet man die entsprechenden Formeln für die beiden anderen Dreiecksseiten und deren Seitenhalbierenden, so gewinnt man – nach Äquivalenzumformungen – die drei Gleichungen

(AG-3a)     {\displaystyle {s_{a}}^{2}-{s_{b}}^{2}={\frac {3}{4}}(b^{2}-a^{2})}
(AG-3b)     {\displaystyle {s_{b}}^{2}-{s_{c}}^{2}={\frac {3}{4}}(c^{2}-b^{2})}
(AG-3c)     {\displaystyle {s_{c}}^{2}-{s_{a}}^{2}={\frac {3}{4}}(a^{2}-c^{2})}
- Es folgt daraus unmittelbar:

(AG-F1)     {\displaystyle {s_{a}}^{2}+{s_{b}}^{2}+{s_{c}}^{2}={\frac {3}{4}}(a^{2}+b^{2}+c^{2})}
(AG-F2)     {\displaystyle s_{a}\geq s_{b}\geq s_{c}{\text{ wenn }}a\leq b\leq c}
(AG-F3)     Ist {\displaystyle ABC} speziell ein rechtwinkliges Dreieck der euklidischen Ebene und  {\displaystyle c} die Länge der  Hypotenuse, so gilt nach dem Satz des Thales {\displaystyle s_{c}={\tfrac {1}{2}}c} und damit die pythagoreische Gleichung.